# Rafael Sempere Esclápez
Rafael Sempere Esclápez (Elche, 29 de marzo de 1777-La Coruña, 14 de marzo de 1854) fue un militar español, Capitán general de Aragón durante el reinado de Fernando VII.

## Carrera militar
Ingresó como cadete en el Regimiento de Asturias en 1790 y en 1792 participó en la defensa de Orán. Al volver pasó al Regimiento de Dragones de Pavía, con los que luchó en la Guerra Grande (1793-1795) y en la guerra de las Naranjas (1801-1802). Después se retiró del ejército, pero volvió cuando estalló la guerra de la Independencia. En 1810 ascendió a teniente y en 1811 a capitán y comandante, luchando en Ulldecona, Terol y Vinarós. Retirado entre 1813 y 1820, aquel año hizo un pronunciamiento realista en Extremadura que fracasó. En 1822 levantó la Guardia Real que se enfrentó a la Milicia Nacional a la Puerta del Sol de Madrid. El 1823, un golpe restablece el absolutismo de Fernando VII, fue ascendido a mariscal de campo y luchó contra los liberales en Sagunto, Morella y Vinarós. En 1825 recibió la Cruz de Santo Ferran y entre enero y febrero de 1826 fue Capitán general de Aragón. De 1826 a 1832 fue comandante general de la provincia de Tuy, en 1843 fue interinamente capitán general de Galicia y en 1846 gobernador militar de Ferrol, cargo desde el que combatió la revolución de 1846.
Fue condecorado con la Gran Cruz de la Orden de San Hermenegildo en 1849.